# Nagellak

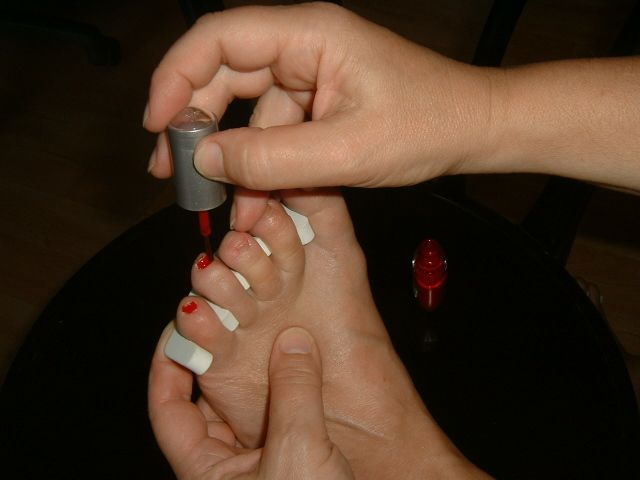
Het lakken van teennagels (met tenenspreider)

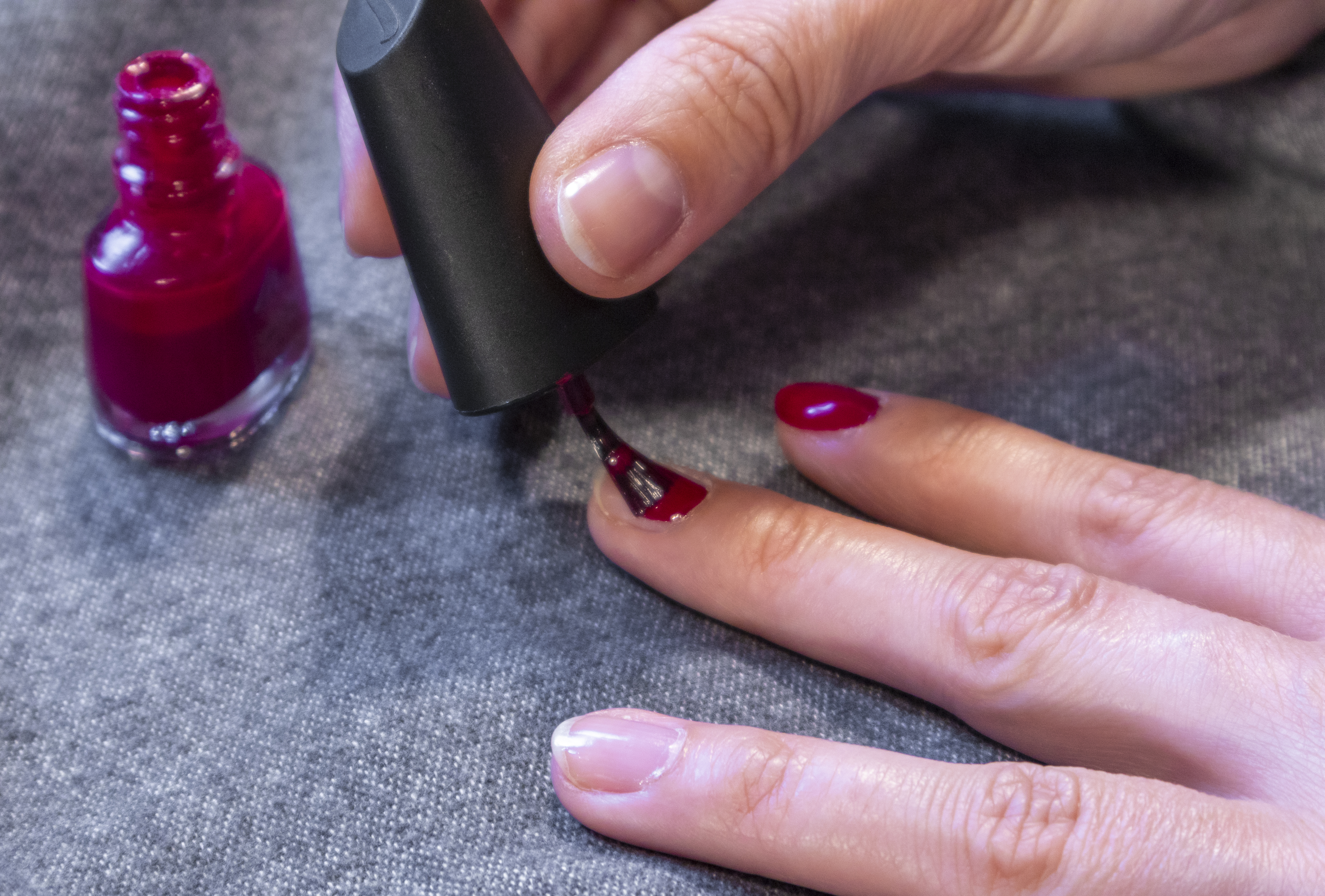

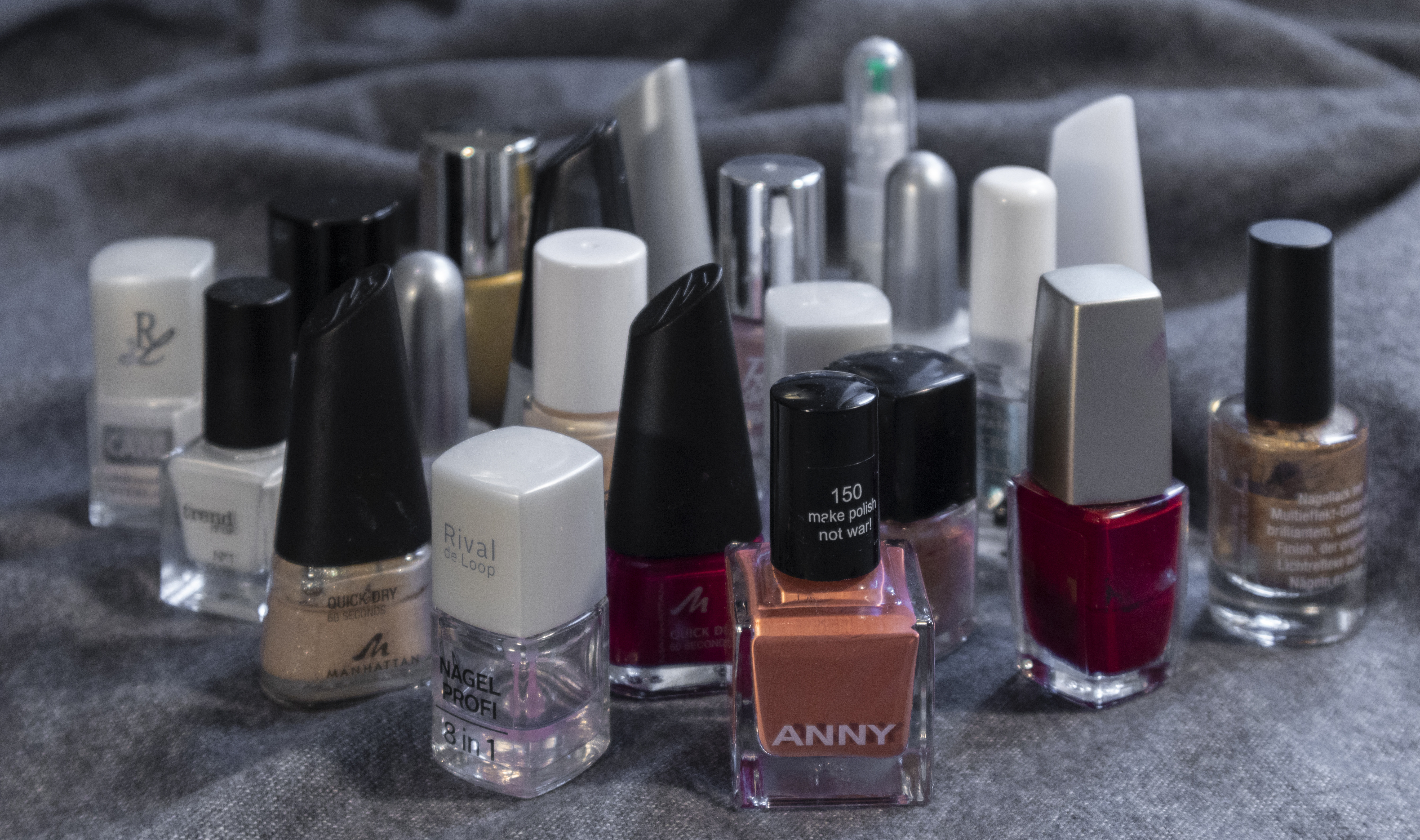

Nagellak is een cosmetisch product ter verfraaiing en versteviging of bescherming van nagels aan handen en voeten. De lak is verkrijgbaar in vele soorten en kleuren en wordt verkocht in kleine flesjes met een dop waaraan een kwastje is bevestigd. Hiermee kunnen de nagels  worden gelakt. Dit kan zowel op natuurlijke nagels als op kunstnagels gedaan worden.
Nagellak wordt verwijderd met nagellakremover, veelal op basis van aceton, hoewel dit niet het beste is voor de nagels.

## Geschiedenis
Nagellak werd vermoedelijk voor het eerst gebruikt in China rond 3000 voor Christus. Een andere mogelijkheid is Babylonië, waar krijgers rond 3200 voor Christus hun nagels zouden kleuren met kohl.
In het oude Egypte werden nagels gekleurd met een mengsel van henna en bloed. De maatschappelijke positie bepaalde de kleur van de nagellak. Donkerder rood betekende een hogere rang.
In de 18e eeuw werden manicures in Europa geïntroduceerd door de handel met het Midden-Oosten en India. Hierbij ging het om het verzorgen van de nagels. Zo werd aangeraden de vingers in een badje van water met citroensap of azijn te leggen, wat de nagels zou versterken. Aan het begin van de 20e eeuw werd de moderne nagellak geïntroduceerd. In 1932 bracht het Amerikaanse merk Revlon een lijn uit, gemaakt door de Franse visagiste Michelle Ménard. Zij liet zich inspireren door de glanzende lak die vanaf de jaren 20 op auto's werd aangebracht.
Acrylnagels werden voor het eerst gemaakt in 1957, nadat tandarts Frederick Slack een nagel brak tijdens zijn werk. Hij probeerde het te repareren met aluminiumfolie en acryl. Dit zag er zo realistisch uit, dat hij het verder ontwikkelde met zijn broer en op de markt bracht als de eerste acrylnagels. De populaire French manicure werd in 1975 bedacht door make-upartiest Jeff Pink, als een nagellak die niet afhankelijk was van kostuumwisselingen bij modeshows.
Tijdens de economische crisis van 2011 in Amerika (veroorzaakt door Black Monday), werd nagellak hier veel populairder. Dit effect wordt ook wel beschreven als de lippenstiftindex.

## Eigenschappen
De gewenste eigenschappen van een goede nagellak zijn:
- makkelijk aan te brengen (niet te vloeibaar of te taai) en een goede aanhechting hebben;
- snel drogen en hard worden;
- de gewenste kleur en/of glans geven en behouden, zonder mat te worden onder invloed van zeep of afwasmiddel;
- gedurende een redelijk lange tijd op de nagel blijven zonder te barsten of af te brokkelen (meestal is dit na hooguit enkele dagen het geval);
- bestand zijn tegen dagelijks gebruik en in het bijzonder waterbestendig;
- onschadelijk zijn voor nagel en huid;
- makkelijk te verwijderen.

## Samenstelling

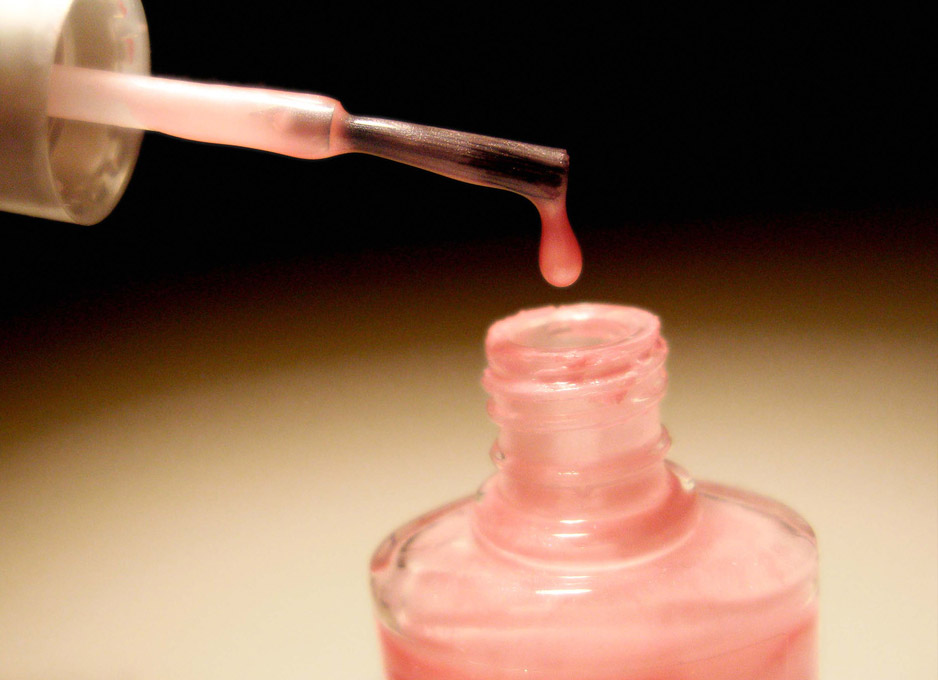
Roze nagellak

Een typische samenstelling van nagellak is:
- een "filmvormer", meestal nitrocellulose (2 tot 15 procent van het totale gewicht);
- een oplosbare hars (de "verharder") die zorgt voor de aanhechting, glans en dikte van de aangebrachte laklaag, zoals melamineformaldehyde, ureumformaldehyde, acrylics, of tolueen-sulfonamide/formaldehyde (5 tot 20 gew.-%);
- een of meer weekmakers om de laklaag flexibel en rekbaar te maken, zoals kamfer, dibutylftalaat, di-ethylftalaat, tricresylfosfaat of ricinusolie;
- een "solventsysteem" bestaande uit verschillende oplosmiddelen (enerzijds voor de nitrocellulose, anderzijds voor de hars, en eventueel nog andere die enkel dienen als "verdunner" om de kostprijs te drukken), bijvoorbeeld een of meer alcoholen (isopropylalcohol, isobutylalcohol), een of meer acetaten (ethylacetaat, n-butylacetaat e.d.), en een aromatische koolwaterstof zoals tolueen (60 tot meer dan 90 gew.-%);
- kleurstoffen of pigmenten om de gewenste, al dan niet transparante kleur aan de nagel te geven. Voor "parelende" nagels worden "gecoate" pigmenten gebruikt zoals mica bedekt met een laagje titaniumoxide of bismutoxychloride, al dan niet gemengd met een ander pigment[6] (0,1 tot 5 gew.-%);
- eventueel andere, specifieke ingrediënten in kleine hoeveelheden, bijvoorbeeld parfum, ultravioletabsorbeerder, producten om de lak sneller te doen drogen of antibacteriële stoffen.

## Gezondheids- en milieuaspecten
- Van bepaalde stoffen in nagellak is gevonden dat ze aanleiding konden geven tot allergie of huidsensitisatie, onder andere de arylsulfonamide/formaldehydeharsen. In recente formulaties gebruikt men daarom meestal andere soorten harsen zoals polyesterharsen[7].
- Vanwege de gezondheidsrisico's wordt tolueen tegenwoordig vrijwel niet meer gebruikt als oplosmiddel.[8]
- Van ftalaten, in het bijzonder dibutylftalaat, wordt vermoed dat ze reproductietoxisch zijn.[9] Het gebruik ervan in cosmetica is reeds verboden in de Europese Unie, en ook elders stappen fabrikanten af van het gebruik ervan.[8]
- Verder zoeken fabrikanten naar alternatieven voor de vluchtige organische stoffen (oplosmiddelen); zo zijn er tegenwoordig ook lakken op waterbasis.